# Briza juergensii
Briza juergensii är en gräsart som beskrevs av Eduard Hackel. Briza juergensii ingår i släktet darrgrässläktet, och familjen gräs. Inga underarter finns listade i Catalogue of Life.